# Stefan Reisch
Pour les articles homonymes, voir Reisch.
Stefan Reisch, né le 29 novembre 1941 à Németkér en Hongrie, est un footballeur international allemand qui évoluait comme milieu de terrain. Il connaît sa meilleure période sous les couleurs du 1. FC Nuremberg, avec lequel il remporte un championnat et une Coupe d'Allemagne. Il est appelé neuf fois en équipe nationale allemande entre 1962 et 1964.

## Carrière
Comme beaucoup de Souabes du Danube, les parents de Stefan Reisch ont quitté la Hongrie après la Seconde Guerre mondiale pour l'Allemagne. Ils s'installent à Ansbach, dans le district de Moyenne-Franconie, en Bavière. Il s'affilie au TSV Herrieden puis au TSV Altenfurt, avant de rejoindre un des principaux clubs de la région en 1955, le 1. FC Nuremberg. Il intègre l'équipe d'Allemagne des moins de 19 ans, et participe avec cette équipe au Championnat d'Europe des moins de 19 ans en 1960. Au début de la saison 1960-1961, il intègre le noyau A, dirigé par l'entraîneur Herbert Widmayer. Il remporte le titre de champion d'Allemagne dès sa première année, ainsi que la Coupe d'Allemagne en 1962.
Après la Coupe du monde 1962, Stefan Reisch est appelé par le sélectionneur Sepp Herberger pour la première fois en équipe nationale allemande le 30 septembre 1962 lors d'un déplacement à Zagreb, en Yougoslavie, remporté 3-2 par l'Allemagne. Il joue neuf matches sous le maillot de la Mannschaft, son dernier étant un match nul 2-2 face à l'Écosse le 12 mai 1964. 
Jusqu'en 1963, le championnat allemand est un championnat amateur, divisé en plusieurs groupes régionaux, dont les meilleures équipes s'affrontent lors d'un tournoi final au niveau national. Lorsque la Bundesliga est créée, Stefan Reisch passe professionnel dans son club de Nuremberg. Il y reste jusqu'en 1967, mais ne remporte pas d'autres trophées. Il quitte alors le club pour s'installer en Suisse, au Neuchâtel Xamax. Il y reste un an, puis s'en va pour le FC Bruges, en Belgique. Régulièrement aligné durant sa première saison au club, il ne joue pratiquement pas la saison suivante. En 1970, il repart alors pour la Suisse et s'engage au FC Bâle de l'entraîneur à succès Helmut Benthaus. Il y remporte le titre national en 1972, et décide de mettre un terme à sa carrière professionnelle après ce sacre. 
Stefan Reisch rejoint alors les Kickers Würzburg comme joueur-entraîneur, mais il ne reste qu'une saison au club. Il entraîne ensuite différentes équipes dans les ligues régionales allemandes, entre autres l'ASV Neumarkt, le SSV Jahn Ratisbonne et le SpVgg Büchenbach. Il se lance également dans le commerce de meubles modernes et la papeterie.

## Palmarès
- 1 fois champion d'Allemagne en 1961 avec Nuremberg.
- 1 fois vainqueur de la Coupe d'Allemagne en 1962 avec Nuremberg.
- 1 fois en champion de Suisse en 1972 avec le FC Bâle.
- 1 fois vainqueur de la Coupe de la Ligue suisse en 1972 avec le FC Bâle.